# ポール・ジャネ

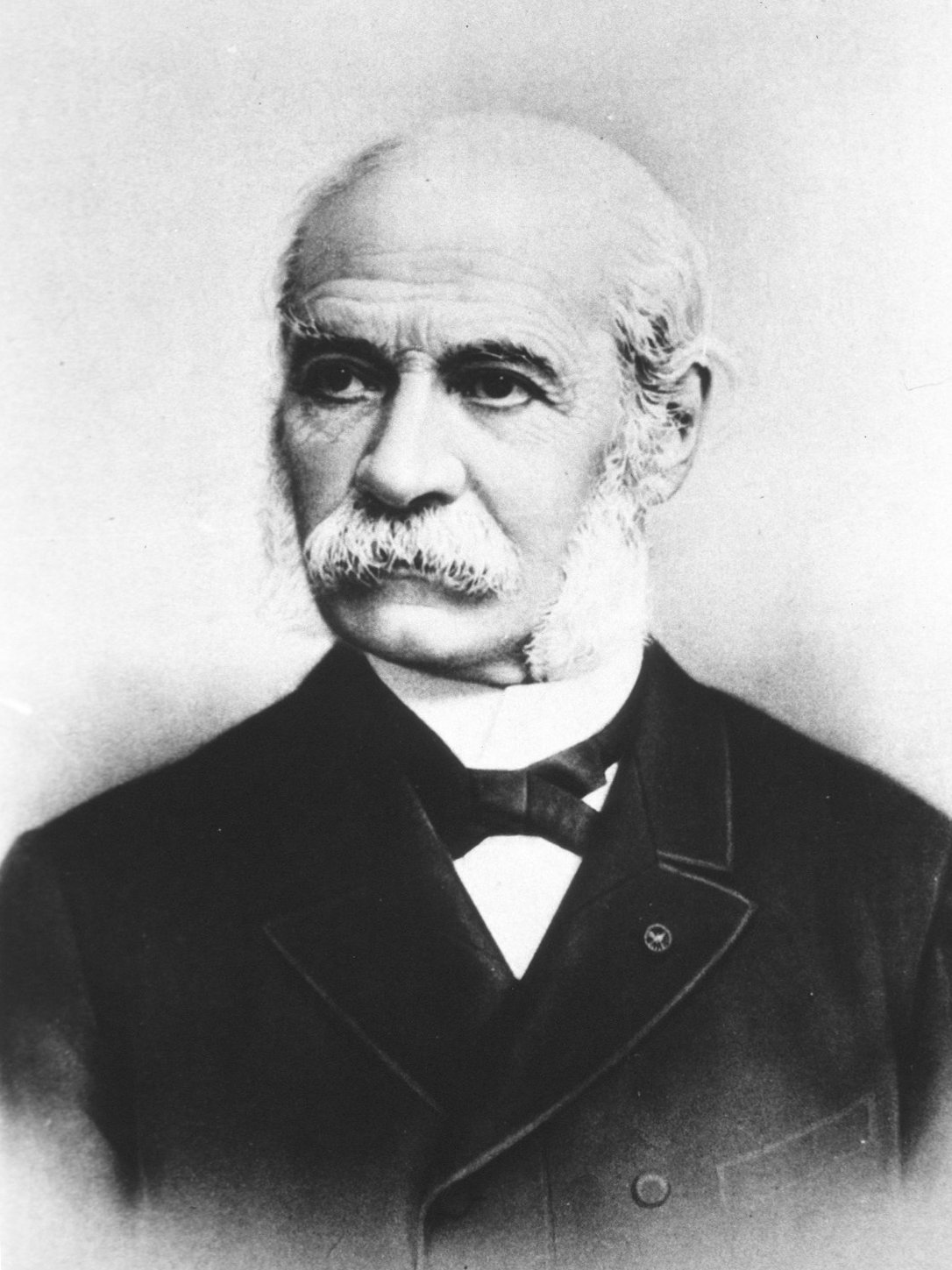
ポール・ジャネ

ポール・アレクサンドル・ルネ・ジャネ（Paul Alexandre René Janet、1823年4月30日 - 1899年10月4日）は、フランス・パリ出身の哲学者、作家。
主観的に記憶される月日の長さは年少者にはより長く、年長者にはより短く評価されるジャネの法則を考案したことで名高い。なお、甥はジャネの法則を自身の著作で紹介した心理学者のピエール・ジャネである。

## 生涯
1823年4月30日、フランス・パリに生まれる。
リセ・サン＝ルイ校、高等師範学校で教育課程を修了。
1845年から1848年にかけてブールジュ、1848年から1857年にかけてストラスブール大学で倫理学の教授を務めた。その後、1857年から1864年にかけてリセ・ルイ＝ル＝グランで論理学の教授を務めた。
1864年からはソルボンヌ大学で哲学の教授を務め、フランス人文院の会員に選ばれた。
1899年10月4日、パリで亡くなる。

## 業績
ジャネは哲学、倫理学、政治学に関する論文を多く著したが、ブリタニカ百科事典第11版によれば思想の独創性に乏しく目立たなかったとされている。同国の哲学者であるヴィクトル・クザンやドイツの哲学者であるゲオルク・ヴィルヘルム・フリードリヒ・ヘーゲルの影響を受けていた。主要な作品である『Théorie de la morale』はドイツの哲学者であるイマヌエル・カントをなぞったものに過ぎないと評されている。

## 著書
- 『La Famille』
- 『Histoire de la philosophie dans l'antiquité et dans le temps moderne』
- 『Histoire de la science politique』
- 『Philosophie de la Revolution Française』
- 『Théorie de la morale』
- 『Le Matérialisme contemporain en Allemagne : Examen du système du docteur Büchner』